# Prokop van Krakau
Prokop van Krakau (overleden op 8 december 1294) was de 22e bisschop van Krakau. Ook bekleedde hij in zijn leven de functie van Kanselier voor zowel Bolesław V van Polen als Leszek II van Polen en was hij administrator van het Aartsbisdom Gniezno. Prokop stichtte de bisschoppelijke kanselarij van Krakau en het dorp Prokocim. Hij is waarschijnlijk gedwongen om afstand te nemen van zijn bisschopsambt in het begin van 1294.
Prokop was verantwoordelijk voor de uitbreiding van het klooster van de Orde van het Heilig Graf van Jeruzalem in Miechów, die tussen 1235-1293 plaatsvond.